# 17歳の瞳に映る世界
『17歳の瞳に映る世界』（じゅうななさいのひとみにうつるせかい、Never Rarely Sometimes Always）は2020年のアメリカ合衆国・イギリスのドラマ映画。エリザ・ヒットマンの監督・脚本によるロードムービー。ヒットマンにとって3作目の長編映画。主人公の少女が、いとこに付き添われ、ニューヨークで人工妊娠中絶手術（以下、中絶と称す）を受けるまでを、主人公の視点から描く。原題は中絶の手術前に、患者がカウンセラーから質問される過去の性的経験の回答となる4択を示しており、選択式にすることで患者のセカンドレイプを防ぐ意図が込められている。
本作は2020年1月24日に開催されたサンダンス映画祭で世界初公開され、第70回ベルリン国際映画祭で銀熊賞 (審査員グランプリ)を受賞した。

## ストーリー
ペンシルベニア州ノーサンバーランド郡のエレンズボロに住む、17歳のオータム・キャラハンは、母、義父、妹2人と犬と暮らしている。愛想のないオータムには、従姉妹のスカイラー以外の友人がいなかった。ある時、自身の妊娠を疑い、近くの危機妊娠センターへ向かう。検査で妊娠10週目であることを知ったオータムは、ペンシルベニア州で未成年の中絶の手術には親の同意が必要であるため、自力での中絶を試みたものの失敗する。アルバイト先のスーパーでオータムの異変に気づいたスカイラーは、仕事場から金を盗み出し、2人でニューヨークへ向かう。長距離バスでの移動中、スカイラーは同じくバスに乗ってニューヨークに向かっていたジャスパーに話しかけられる。
ニューヨークの産婦人科で再度検査を受けたところ、オータムは10週目ではなく18週目に入っていることが判明した。その病院では処置ができないため、オータムは設備の充実した別の病院を紹介された。翌朝、両親の援助なく民間基金を使って手術を受けることとなったオータムは、カウンセラーに自身の性経験とパートナーとの関係性を説明する。オータムは前処置を施され、中絶は翌日に持ち越された。その頃にはオータムとスカイラーの所持金は逼迫する。スカイラーはジャスパーに連絡し、ジャスパーに移動費などを借りるためにボウリングやカラオケに付き合い、ジャスパーのキスを受け入れる。オータムは柱の影からキスを受けるスカイラーと指を繋ぐ。
翌朝、病院にてオータムの手術が行われる。帰りの長距離移動バスに乗ったオータムは、穏やかな眠りに就くのだった。

## キャスト
※括弧内はNetflixで配信された日本語吹替。
- オータム・キャラハン: シドニー・フラニガン（英語版）（早見沙織）
- スカイラー: タリア・ライダー（鬼頭明里）
- ジャスパー: テオドール・ペルラン（英語版）（伊東健人）
- テッド: ライアン・エッゴールド - オータムの義父[19]
- オータムの母親: シャロン・ヴァン・エッテン
- カウンセラー: ケリー・チャップマン
- 麻酔科医: キム・リオス・リン
- リック: ドリュー・セルツァー

日本語吹替版その他：佐々木優子、柴田絵梨香、西村健志、野路ももこ、澤田珠里、大坂ようへい、青井葱、黒田浩一、小林さとみ、三瓶雄樹
日本語吹替版スタッフ 演出：杉本理子

## 製作

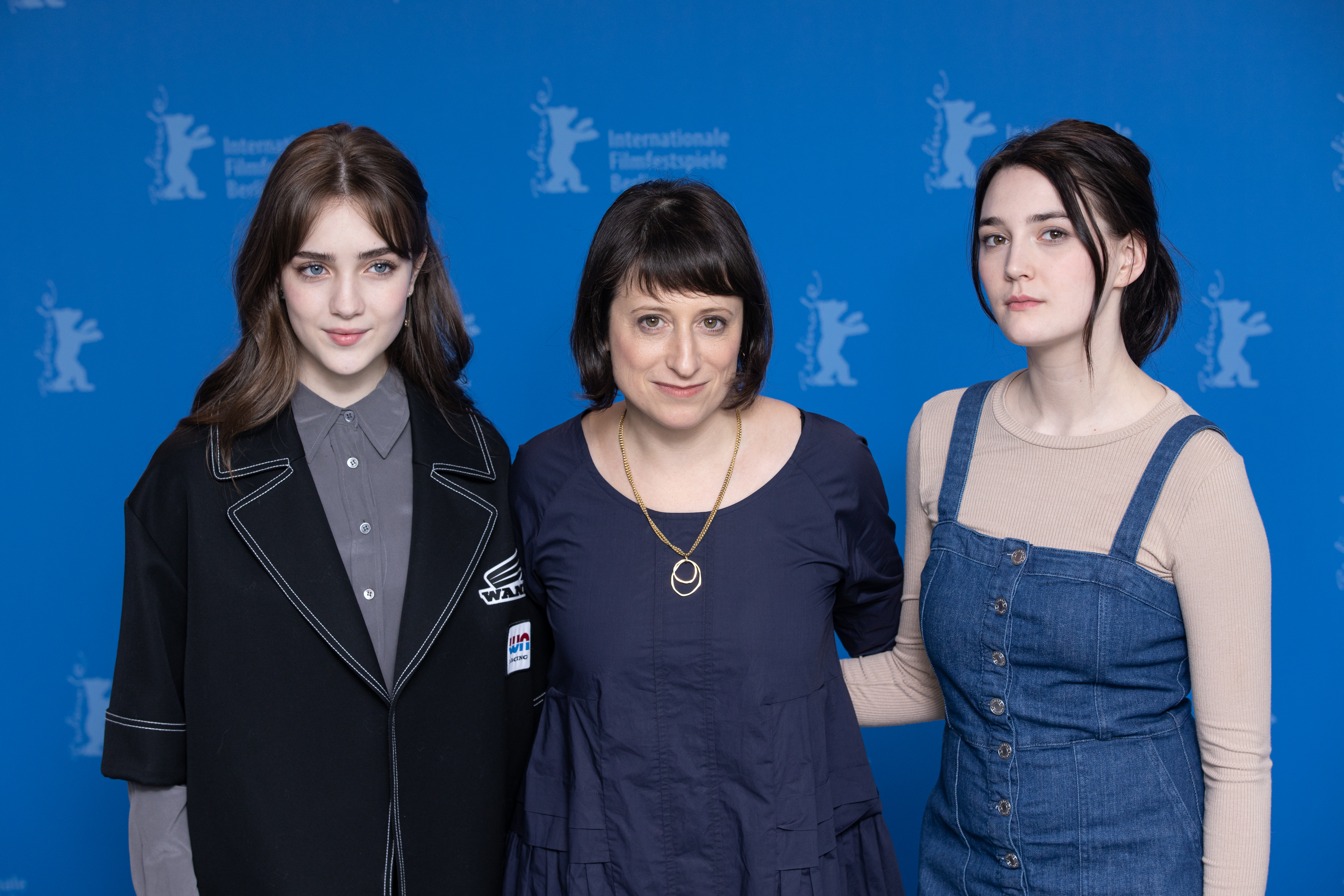
ベルリン国際映画祭2020にて。左からタリア・ライダー、エリザ・ヒットマン、シドニー・フラニガン。

ヒットマンは2012年にサヴィタ・ハラパナバルが、アイルランドでの中絶禁止により治療を受けられず死んだ記事を読んだことを契機に、製作を開始した。この時アイルランドで中絶が違法とされていることを知ったと述べている。元々はアイルランドを舞台にすることを想定していたが、ニューヨークで中絶手術を受けようとしてベンチで夜眠りに就く記事を読んだことで、舞台をニューヨークに決定した。
主演のフラニガンは本作が映画初出演で、ヒットマンのパートナーであるスコット・カミングスが撮影した『Buffalo Juggalos』を通じてヒットマンと知り合った。元々フラニガンは企画に関心がなかったが、脚本を読んで現実世界でありうる話だと考え、20歳の頃にヒットマンに誘われたオーディションに参加することとなった。
ペンシルベニアの舞台となるエレンズボロは架空の町で、ノーサンバーランド郡にあるシャモーキンにて撮影が行われた。ペンシルベニア州が選ばれた理由についてヒットマンは、ニューヨークから2、3時間の距離にあることと、かつて盛んだった炭鉱が閉鎖されている様子から時代を遡るように感じられたことを挙げている。保守的な町柄だが、プロデューサーのアデル・ロマンスキーは積極的に地元に住む人々からの支援があったと述べている。衣装もペンシルベニアの女子高生を研究したものとなっており、高校の文化祭でのサテンジャケットの衣装の他、ジーンズやパーカーといった高校生の着慣れた私服が挙げられている。
2019年2月、本作の主要撮影がニューヨークで始まった。ニューヨークが移動の際に不便な町であることを表現しようとしたとヒットマンは述べている。オータムとスカイラーが夜を過ごしたゲームセンターのチャイナタウンフェアでは、ヒットマンが幼少期に遊んだ三目並べをオータムが、Dance Dance Revolutionをスカイラーが遊ぶという登場人物の特徴が示されているとcinemacafeは述べている。作中でオータムがニューヨークにて訪れた2つのヘルスセンターのシーンの撮影は、プランド・ペアレントフッドの提供するニューヨーク州北部やペンシルベニア州の施設にて行われた。2つ目のヘルスセンターでは、オータムが手術を受ける前に病歴や性経験に関する質問を受けるシーンが存在する。このシーンはヘルスセンターに勤めるチャップマンから話を聞いたヒットマンが作中に取り入れたシーンで、作品が信頼できるものであってほしいというヒットマンの考えにより、実際のカウンセリングの経験を持つチャップマンがカウンセラー役を務めることとなった。撮影は16ミリフィルムで行われ、個人的な情報に踏み入った質問がされるため、ヒットマンはフラニガンの負担を軽減すべく落ち着ける部屋と時間を用意した。また後半のシーンに集中できるよう、ヒットマンはフラニガンに、前半の質問には自身の家族のことを答えるよう伝えた。

## 音楽
12月18日、ジュリア・ホルターが本作で使用される楽曲を手掛けることになったと報じられた。2020年3月13日、バック・ロット・ミュージックが本作のサウンドトラックを発売した。本作のリリースに関連して、オータムの母親を演じたシャロン・ヴァン・エッテンは“Staring at a Mountain”という新曲を書きおろした。
| 全作曲: ジュリア・ホルター。 |                                     |      |                    |      |
| #                            | タイトル                            | 作詞 | 作曲・編曲         | 時間 |
| 1.                           | 「Opening」                         |      | ジュリア・ホルター | 1:06 |
| 2.                           | 「Bus To New York」                 |      | ジュリア・ホルター | 2:08 |
| 3.                           | 「Leaving The Restaurant」          |      | ジュリア・ホルター | 1:31 |
| 4.                           | 「Arriving In The City」            |      | ジュリア・ホルター | 0:59 |
| 5.                           | 「Stealing Money (Extended)」       |      | ジュリア・ホルター | 7:05 |
| 6.                           | 「First Night」                     |      | ジュリア・ホルター | 0:57 |
| 7.                           | 「First Procedure」                 |      | ジュリア・ホルター | 0:47 |
| 8.                           | 「Where Is The Money」              |      | ジュリア・ホルター | 0:56 |
| 9.                           | 「Never Rarely (Album Version)」    |      | ジュリア・ホルター | 2:34 |
| 10.                          | 「Subway Rides (Extended)」         |      | ジュリア・ホルター | 8:22 |
| 11.                          | 「Finding Her」                     |      | ジュリア・ホルター | 2:42 |
| 12.                          | 「Bus Ride Home」                   |      | ジュリア・ホルター | 3:37 |
| 13.                          | 「Song For Autumn (Album Version)」 |      | ジュリア・ホルター | 3:49 |

## 公開
2019年4月15日、フォーカス・フィーチャーズが本作の全米配給権を獲得したとの報道があった。2020年1月24日、本作はサンダンス映画祭でプレミア上映され、ネオ・リアリズム特別賞を受賞した。2月25日、第70回ベルリン国際映画祭で本作の上映が行われ、ヒットマンが銀熊賞を受賞した。3月13日、本作はアメリカで劇場公開された。しかし、同月中旬、新型コロナウイルスの感染が拡大したため、国内の映画館のほとんどが休業に追い込まれた。それを受けて、配給元のフォーカス・フィーチャーズは4月3日に本作の配信を開始した。

## マーケティング
2019年12月19日、本作のオフィシャル・トレイラーが公開された。2020年3月13日、本作は全米4館で限定公開され、公開初週末に1万6565ドルを稼ぎ出し、週末興行収入ランキング初登場42位となっている。世界では本作で30万ドル以上の売り上げを達成した。
| 国・地域         | 興行収益    | 興行収益記録の停止日 | 週数 |
| ---------------- | ----------- | -------------------- | ---- |
| アメリカ合衆国   | 16,565ドル  | 2020年3月16日        | 1    |
| オランダ         | 92,168ドル  | 2020年7月20日        | 3    |
| ニュージーランド | 28,700ドル  | 2020年10月4日        | 7    |
| ロシア           | 3,192ドル   | 2020年9月18日        | 7    |
| スペイン         | 42,487ドル  | 2020年10月2日        | 2    |
| フランス         | 116,598ドル | 2020年8月30日        | 2    |
| オーストラリア   | 26,582ドル  | 2020年11月13日       | 3    |

## 評価と反響
| 17歳の瞳に映る世界 | 17歳の瞳に映る世界 |
| 総スコア           | 総スコア           |
| 出典               | 評価               |
| ------------------ | ------------------ |
| Metacritic         | 92/100             |
| レビュー・スコア   |                    |
| 出典               | 評価               |
| Rotten Tomatoes    | 99 %               |
| Allociné           | 3.4/5              |
| Rolling Stone      | 4.5/5              |
| Indiewire          | A-                 |
| Stuff (en)         | 5/5                |
| Algemeen Dagblad   | 4/5                |
| Le Devoir          | 4/5                |
| CTV                | 4/5                |
| Le Parisien        | 3/5                |
| Première           | 3/5                |
| Fotogramas         | 4/5                |
| 週刊朝日           | 15/16              |
| キネマ旬報         | 14/15              |

本作は批評家から絶賛されている。映画批評集積サイトのRotten Tomatoesには172件のレビューがあり、批評家支持率は99%、平均点は10点満点で8.59点となっている。サイト側による批評家の見解の要約は「演技・演出は実に見事なものである。『17歳の瞳に映る世界』を鑑賞すれば、ヒットマンが極めて豊かな感受性とずば抜けた洗練度合いを兼ね備えていることを再確認できる。」となっている。
本作は物語が単純で、台詞と音楽を最小限に抑え、代わりに人物のクローズアップを利用している。映画監督の城定秀夫は、この演出が少女たちの心情を描いていると述べている。映画ジャーナリストの野島孝一は『週刊エコノミスト』にて、2人の少女を淡々と映す手法からドキュメンタリー映画を鑑賞しているように感じると述べている。野島は撮影を担当しているエレーヌ・ルヴァールはドキュメンタリー映画でのリアルな描写を得意とすることに言及し、その中で少女たちの戸惑いや臨場感が伝わると述べている。
映画批評家の常川拓也は、本作をジリアン・ロベスピエールのObvious Childの流れを組む、プロチョイス映画の一つとして捉えている。常川は1956年に改正されたヘイズ・コードにて、中絶の話題を扱うことが推奨されず、仮に触れた場合は非難するものと規定したことに触れている。2007年に公開された『JUNO/ジュノ』や『無ケーカクの命中男/ノックトアップ』での中絶の扱いから、映画やドラマの世界では中絶を検討したとしても最終的に出産を選択するを美徳としていたと述べている。常川はこの流れが変わったのは、2014年に公開されたObvious Childだとしている。この作品での中絶とロマンティックコメディの両立以降、望まない妊娠と中絶を扱った映画が製作されていると述べている。常川は本作を2020年に公開された『Unpregnant』や2021年に公開された『Plan B』と、田舎で暮らす未成年が中絶のために、親の同意が不要な州に所在のあるプランド・ペアレントフッドへ友人と向かう共通点を指摘している。また、2018年に公開された『ヘヴィ・ドライブ』などを並べ、ロウ判決以降存在する中絶へのアクセスのための移動となる中絶ロードムービーが制作されていることに言及している。これらの作品の中の特徴として、常川は『ブックスマート 卒業前夜のパーティーデビュー』にも見られるように苦難を明るく描くことで、重いテーマをポジティブに描いているのに対し、本作は日常的に性的な対象として消費される姿や中絶に至る経緯をリアルで詳細に描いていると述べている。
本作についていくつかの批評では、女性間の連帯について言及されている。映画ジャーナリストの林瑞絵はアニエス・ヴァルダの『歌う女・歌わない女』と比較し、それぞれ不安や孤独に対し明るい音楽やトーンと対照的であるとしつつ、共通点として女性同士の繋がりがあることに触れている。映画執筆家の児玉美月は、「＃MeToo」運動が行われる時代において、女性間のシスターフッドが必要とされることに言及している。その際クリスティアン・ムンジウによる『4ヶ月、3週と2日』に触れ、主人公が中絶を受ける友人よりも奔走する姿に、とある女性の問題が別の女性の問題と繋がっているとの考えを述べている。児玉はこの姿をスカイラーがオータムのために自身を切り売りする姿と、二人が小指を繋ぐ仕草から、自分が被害者たりうる可能性からくる連帯であると述べている。
日本ではcinemacafe.netがYouTubeにて「Let’s Keep Updated vol.1」と称し、7月19日に映画や女性の身体に関するトークイベントとのライブ配信を行った。

### 受賞
| \| 賞 \| 日付 \| 部門 \| 候補 \| 結果 \| 出典 \| \| ------------------------------------------------------------ \| -------------- \| ---------------------------------------------------------------- \| ---------------------------------------------------- \| ------------ \| --------- \| \| サンダンス映画祭 \| 2020年2月1日 \| ネオリアリズム賞 \| エリザ・ヒットマン \| 受賞 \| [65] \| \| サンダンス映画祭 \| 2020年2月1日 \| U.S. Dramatic Competition Grand Jury Prize \| エリザ・ヒットマン \| ノミネート \| [65] \| \| 第70回ベルリン国際映画祭 \| 2020年3月1日 \| 金熊賞 \| エリザ・ヒットマン \| ノミネート \| [66] \| \| 第70回ベルリン国際映画祭 \| 2020年3月1日 \| 銀熊賞 (審査員グランプリ) \| エリザ・ヒットマン \| 受賞 \| [66] \| \| ハリウッド批評家協会ミッドシーズン賞（英語版） \| 2020年7月2日 \| 作品賞 \| 17歳の瞳に映る世界 \| ノミネート \| [67] \| \| ハリウッド批評家協会ミッドシーズン賞（英語版） \| 2020年7月2日 \| 女優賞 \| シドニー・フラニガン \| ノミネート \| [67] \| \| ハリウッド批評家協会ミッドシーズン賞（英語版） \| 2020年7月2日 \| 女性監督賞 \| エリザ・ヒットマン \| ノミネート \| [67] \| \| ハリウッド批評家協会ミッドシーズン賞（英語版） \| 2020年7月2日 \| オリジナル脚本賞 \| エリザ・ヒットマン \| ノミネート \| [67] \| \| フリーゾーン映画祭 \| 2020年11月20日 \| 作品賞 \| 17歳の瞳に映る世界 \| 受賞 \| [68] \| \| ボストン映画批評家協会賞 \| 2020年12月13日 \| 女優賞 \| シドニー・フラニガン \| 受賞 \| [69] \| \| インディワイア批評家投票（英語版） \| 2020年12月14日 \| 最優秀作品賞 \| 17歳の瞳に映る世界 \| 次点 \| [70] \| \| インディワイア批評家投票（英語版） \| 2020年12月14日 \| 監督賞 \| エリザ・ヒットマン \| 次点（3位） \| [70] \| \| インディワイア批評家投票（英語版） \| 2020年12月14日 \| 撮影賞 \| エレーヌ・ルヴァール \| 次点（5位） \| [70] \| \| インディワイア批評家投票（英語版） \| 2020年12月14日 \| 脚本賞 \| エリザ・ヒットマン \| 次点（3位） \| [70] \| \| ニューヨーク映画批評家協会賞 \| 2020年12月18日 \| 女優賞 \| シドニー・フラニガン \| 受賞 \| [71] \| \| ニューヨーク映画批評家協会賞 \| 2020年12月18日 \| 脚本賞 \| エリザ・ヒットマン \| 受賞 \| [71] \| \| ロサンゼルス映画批評家協会賞 \| 2020年12月20日 \| 脚本賞 \| エリザ・ヒットマン \| 次点 \| [72] \| \| フロリダ映画批評家協会賞 \| 2020年12月21日 \| Breakout Award \| シドニー・フラニガン \| 受賞 \| [73] \| \| シカゴ映画批評家協会賞 \| 2020年12月21日 \| Most Promising Performer \| シドニー・フラニガン \| 受賞 \| [74] \| \| シカゴ映画批評家協会賞 \| 2020年12月21日 \| オリジナル脚本賞 \| エリザ・ヒットマン \| 受賞 \| [74] \| \| インディアナ映画ジャーナリスト協会賞 \| 2020年12月21日 \| 作品賞 \| 17歳の瞳に映る世界 \| ノミネート \| [75] \| \| インディアナ映画ジャーナリスト協会賞 \| 2020年12月21日 \| オリジナル脚本賞 \| エリザ・ヒットマン \| 受賞 \| [75] \| \| インディアナ映画ジャーナリスト協会賞 \| 2020年12月21日 \| 監督賞 \| エリザ・ヒットマン \| ノミネート \| [75] \| \| インディアナ映画ジャーナリスト協会賞 \| 2020年12月21日 \| 主演女優賞 \| シドニー・フラニガン \| ノミネート \| [75] \| \| インディアナ映画ジャーナリスト協会賞 \| 2020年12月21日 \| 助演女優賞 \| タリア・ライダー \| ノミネート \| [75] \| \| インディアナ映画ジャーナリスト協会賞 \| 2020年12月21日 \| 若手女優賞 \| タリア・ライダー \| ノミネート \| [75] \| \| インディアナ映画ジャーナリスト協会賞 \| 2020年12月21日 \| フージャー賞 \| エリザ・ヒットマン \| ノミネート \| [75] \| \| ウエスタン・ニューヨーク映画批評家協会賞 \| 2020 \| 作品賞 \| 17歳の瞳に映る世界 \| ノミネート \| [76] \| \| ウエスタン・ニューヨーク映画批評家協会賞 \| 2020 \| 女優賞 \| シドニー・フラニガン \| ノミネート \| [76] \| \| ウエスタン・ニューヨーク映画批評家協会賞 \| 2020 \| オリジナル脚本賞 \| エリザ・ヒットマン \| 受賞 \| [76] \| \| ウエスタン・ニューヨーク映画批評家協会賞 \| 2020 \| Breakthrough Performance \| シドニー・フラニガン \| ノミネート \| [77] \| \| ウエスタン・ニューヨーク映画批評家協会賞 \| 2020 \| Breakthrough Performance \| タリア・ライダー \| ノミネート \| [77] \| \| EDA賞 \| 2021年1月4日 \| 作品賞 \| 17歳の瞳に映る世界 \| ノミネート \| [78] \| \| EDA賞 \| 2021年1月4日 \| 女性監督賞 \| エリザ・ヒットマン \| ノミネート \| [78] \| \| EDA賞 \| 2021年1月4日 \| 女性脚本賞 \| エリザ・ヒットマン \| ノミネート \| [78] \| \| EDA賞 \| 2021年1月4日 \| ブレイクスルー賞 \| シドニー・フラニガン \| 受賞 \| [78] \| \| 全米映画批評家協会賞 \| 2021年1月9日 \| 女優賞 \| シドニー・フラニガン \| 次点（3位） \| [79] \| \| 全米映画批評家協会賞 \| 2021年1月9日 \| 脚本賞 \| エリザ・ヒットマン \| 受賞 \| [79] \| \| 全米映画批評家協会賞 \| 2021年1月9日 \| 最優秀作品賞 \| 17歳の瞳に映る世界 \| 次点（3位） \| [79] \| \| サンディエゴ映画批評家協会賞 \| 2021年1月11日 \| Breakthrough Artist \| シドニー・フラニガン \| ノミネート \| [80] \| \| ゴッサム・インディペンデント映画賞 \| 2021年1月11日 \| 最優秀賞 \| 17歳の瞳に映る世界 \| ノミネート \| [81] \| \| ゴッサム・インディペンデント映画賞 \| 2021年1月11日 \| Breakthrough Actor \| シドニー・フラニガン \| ノミネート \| [81] \| \| セントルイス映画批評家協会賞 \| 2021年1月17日 \| Best Scene \| 17歳の瞳に映る世界 \| ノミネート \| [82] \| \| 第4回フィラデルフィア映画批評家協会賞 \| 2021年1月17日 \| ブレイクスルー賞 \| シドニー・フラニガン \| 受賞 \| [83] \| \| 第4回フィラデルフィア映画批評家協会賞 \| 2021年1月17日 \| 脚本賞 \| エリザ・ヒットマン \| ノミネート \| [83] \| \| サンフランシスコ・ベイエリア映画批評家協会賞 \| 2021年1月18日 \| 作品賞 \| 17歳の瞳に映る世界 \| ノミネート \| [84] \| \| サンフランシスコ・ベイエリア映画批評家協会賞 \| 2021年1月18日 \| 監督賞 \| エリザ・ヒットマン \| ノミネート \| [84] \| \| サンフランシスコ・ベイエリア映画批評家協会賞 \| 2021年1月18日 \| オリジナル脚本賞 \| エリザ・ヒットマン \| ノミネート \| [84] \| \| サンフランシスコ・ベイエリア映画批評家協会賞 \| 2021年1月18日 \| 女優賞 \| シドニー・フラニガン \| ノミネート \| [84] \| \| ヒューストン映画批評家協会賞 \| 2021年1月18日 \| 作品賞 \| 17歳の瞳に映る世界 \| ノミネート \| [85] \| \| ヒューストン映画批評家協会賞 \| 2021年1月18日 \| Best Performance by an Actress in a Leading Role \| シドニー・フラニガン \| ノミネート \| [85] \| \| オンライン映画批評家協会賞 \| 2021年1月25日 \| 作品賞 \| 17歳の瞳に映る世界 \| 次点（4位） \| [86] [87] \| \| オンライン映画批評家協会賞 \| 2021年1月25日 \| 監督賞 \| エリザ・ヒットマン \| ノミネート \| [86] [87] \| \| オンライン映画批評家協会賞 \| 2021年1月25日 \| 女優賞 \| シドニー・フラニガン \| ノミネート \| [86] [87] \| \| オンライン映画批評家協会賞 \| 2021年1月25日 \| 助演女優賞 \| タリア・ライダー \| ノミネート \| [86] [87] \| \| オンライン映画批評家協会賞 \| 2021年1月25日 \| オリジナル脚本賞 \| エリザ・ヒットマン \| ノミネート \| [86] [87] \| \| ナショナル・ボード・オブ・レビュー \| 2021年1月26日 \| Top 10 Independent Films \| 17歳の瞳に映る世界 \| 受賞 \| [88] \| \| ナショナル・ボード・オブ・レビュー \| 2021年1月26日 \| 演技賞（英語版） \| シドニー・フラニガン \| 受賞 \| [88] \| \| ニューヨーク映画批評家オンライン \| 2021年1月26日 \| Top 10 Films \| 17歳の瞳に映る世界 \| 受賞 \| [89] \| \| ハリウッド・ミュージック・イン・メディア・アワード（英語版） \| 2021年1月27日 \| Best Original Song in an Independent Film \| シャロン・ヴァン・エッテン ("Staring At A Mountain") \| ノミネート \| [90] \| \| ワシントンD.C.映画批評家協会賞 \| 2021年2月8日 \| Best Youth Performance \| シドニー・フラニガン \| ノミネート \| [91] \| \| ワシントンD.C.映画批評家協会賞 \| 2021年2月8日 \| Best Youth Performance \| タリア・ライダー \| ノミネート \| [91] \| \| シアトル映画批評家協会賞（英語版） \| 2021年2月15日 \| 作品賞 \| 17歳の瞳に映る世界 \| ノミネート \| [92] \| \| シアトル映画批評家協会賞（英語版） \| 2021年2月15日 \| 主演女優賞 \| シドニー・フラニガン \| ノミネート \| [92] \| \| シアトル映画批評家協会賞（英語版） \| 2021年2月15日 \| 助演女優賞 \| タリア・ライダー \| ノミネート \| [92] \| \| シアトル映画批評家協会賞（英語版） \| 2021年2月15日 \| Best Youth Performance \| タリア・ライダー \| ノミネート \| [92] \| \| 英国インディペンデント映画賞 \| 2021年2月18日 \| 国際インディペンデント映画賞 \| 17歳の瞳に映る世界 \| ノミネート \| [93] \| \| en:International Cinephile Society \| 2021年2月20日 \| 作品賞 \| 17歳の瞳に映る世界 \| 次点（11位） \| [94] \| \| en:International Cinephile Society \| 2021年2月20日 \| 女優賞 \| シドニー・フラニガン \| ノミネート \| [94] \| \| en:International Cinephile Society \| 2021年2月20日 \| 助演女優賞 \| タリア・ライダー \| ノミネート \| [94] \| \| en:International Cinephile Society \| 2021年2月20日 \| オリジナル脚本賞 \| エリザ・ヒットマン \| ノミネート \| [94] \| \| 第4回オンライン女性映画批評家協会賞 \| 2021年3月1日 \| 脚本賞 \| 17歳の瞳に映る世界 \| 受賞 \| [95] \| \| 第4回オンライン女性映画批評家協会賞 \| 2021年3月1日 \| ブレイクスルー賞 \| シドニー・フラニガン \| 受賞 \| [95] \| \| 第4回オンライン女性映画批評家協会賞 \| 2021年3月1日 \| ロージー賞 \| 17歳の瞳に映る世界 \| 受賞 \| [95] \| \| ハリウッド映画批評家協会賞（英語版） \| 2021年3月5日 \| 若手俳優賞 \| シドニー・フラニガン \| 受賞 \| [96] \| \| ハリウッド映画批評家協会賞（英語版） \| 2021年3月5日 \| 女性監督賞 \| エリザ・ヒットマン \| ノミネート \| [96] \| \| クリティクス・チョイス・アワード \| 2021年3月7日 \| 女優賞 \| シドニー・フラニガン \| ノミネート \| [97] \| \| クリティクス・チョイス・アワード \| 2021年3月7日 \| Best Young Actor/Actress \| タリア・ライダー \| ノミネート \| [97] \| \| クリティクス・チョイス・アワード \| 2021年3月7日 \| オリジナル脚本賞 \| エリザ・ヒットマン \| ノミネート \| [97] \| \| en:Women Film Critics Circle \| 2021年3月7日 \| Best Movie About Women \| 17歳の瞳に映る世界 \| 次点 \| [98] \| \| en:Women Film Critics Circle \| 2021年3月7日 \| Best Movie By A Woman \| 17歳の瞳に映る世界 \| ノミネート \| [98] \| \| en:Women Film Critics Circle \| 2021年3月7日 \| Best Woman Storyteller (Screenwriting Award) \| エリザ・ヒットマン \| 受賞 \| [98] \| \| en:Women Film Critics Circle \| 2021年3月7日 \| Courage in Filmmaking \| エリザ・ヒットマン \| 次点 \| [98] \| \| 第17回女性映画批評家協会賞 \| 2021年3月8日 \| 女性脚本賞 \| エリザ・ヒットマン \| 受賞 \| [99] \| \| ジョージア映画批評家協会賞（英語版） \| 2021年3月12日 \| 女優賞 \| シドニー・フラニガン \| ノミネート \| [100] \| \| ジョージア映画批評家協会賞（英語版） \| 2021年3月12日 \| Breakthrough Award \| シドニー・フラニガン \| ノミネート \| [100] \| \| オースティン映画批評家協会 \| 2021年3月19日 \| 最優秀作品賞 \| 17歳の瞳に映る世界 \| 次点（5位） \| [101] \| \| オースティン映画批評家協会 \| 2021年3月19日 \| 監督賞 \| エリザ・ヒットマン \| ノミネート \| [101] \| \| オースティン映画批評家協会 \| 2021年3月19日 \| The Robert R. “Bobby” McCurdy Memorial Breakthrough Artist Award \| シドニー・フラニガン \| ノミネート \| [101] \| \| 第27回クロトゥルーディス賞（英語版） \| 2021年3月30日 \| 作品賞 \| 17歳の瞳に映る世界 \| ノミネート \| [102] \| \| 第27回クロトゥルーディス賞（英語版） \| 2021年3月30日 \| 脚本賞 \| エリザ・ヒットマン \| 受賞 \| [102] \| \| 第27回クロトゥルーディス賞（英語版） \| 2021年3月30日 \| 女優賞 \| シドニー・フラニガン \| 受賞 \| [102] \| \| 第27回クロトゥルーディス賞（英語版） \| 2021年3月30日 \| 監督賞 \| エリザ・ヒットマン \| 受賞 \| [102] \| \| ドリアン賞（英語版） \| 2021年4月18日 \| 脚本賞 \| エリザ・ヒットマン \| ノミネート \| [103] \| \| ドリアン賞（英語版） \| 2021年4月18日 \| Best Unsung Film \| 17歳の瞳に映る世界 \| ノミネート \| [103] \| \| ドリアン賞（英語版） \| 2021年4月18日 \| Best Film Performance — Actress \| シドニー・フラニガン \| ノミネート \| [103] \| \| ドリアン賞（英語版） \| 2021年4月18日 \| “We’re Wilde About You!” Rising Star Award \| シドニー・フラニガン \| ノミネート \| [103] \| \| インディペンデント・スピリット賞 \| 2021年4月22日 \| 最優秀賞 \| アデル・ロマンスキー、サラ・マーフィー \| ノミネート \| [104] \| \| インディペンデント・スピリット賞 \| 2021年4月22日 \| 監督賞 \| エリザ・ヒットマン \| ノミネート \| [104] \| \| インディペンデント・スピリット賞 \| 2021年4月22日 \| 主演女優賞 \| シドニー・フラニガン \| ノミネート \| [104] \| \| インディペンデント・スピリット賞 \| 2021年4月22日 \| 助演女優賞 \| タリア・ライダー \| ノミネート \| [104] \| \| インディペンデント・スピリット賞 \| 2021年4月22日 \| 脚本賞 \| エリザ・ヒットマン \| ノミネート \| [104] \| \| インディペンデント・スピリット賞 \| 2021年4月22日 \| 撮影賞 \| エレーヌ・ルヴァール \| ノミネート \| [104] \| \| インディペンデント・スピリット賞 \| 2021年4月22日 \| 編集賞 \| スコット・カミングス \| ノミネート \| [104] \| \| ニューメキシコ映画批評家協会賞 \| 2021 \| ヤング男優／女優賞 \| シドニー・フラニガン \| 受賞 \| [77] \| \| ゴールドダービー賞（英語版） \| N/A \| 作品賞 \| 17歳の瞳に映る世界 \| ノミネート \| [105] \| \| ゴールドダービー賞（英語版） \| N/A \| 女優賞 \| シドニー・フラニガン \| ノミネート \| [105] \| \| ゴールドダービー賞（英語版） \| N/A \| オリジナル脚本賞 \| エリザ・ヒットマン \| ノミネート \| [105] \| \| ゴールドダービー賞（英語版） \| N/A \| Best Breakthrough Performer \| シドニー・フラニガン \| ノミネート \| [105] \| \| サン・セバスティアン国際映画祭 \| N/A \| 異なる視点賞 \| 17歳の瞳に映る世界 \| 受賞 \| [106] \| |                |                                                                  |                                                      |              |               |
| 賞 | 日付           | 部門                                                             | 候補                                                 | 結果         | 出典          |
| サンダンス映画祭 | 2020年2月1日   | ネオリアリズム賞                                                 | エリザ・ヒットマン                                   | 受賞         | [ 65 ]        |
| サンダンス映画祭 | 2020年2月1日   | U.S. Dramatic Competition Grand Jury Prize                       | エリザ・ヒットマン                                   | ノミネート   | [ 65 ]        |
| 第70回ベルリン国際映画祭 | 2020年3月1日   | 金熊賞                                                           | エリザ・ヒットマン                                   | ノミネート   | [ 66 ]        |
| 第70回ベルリン国際映画祭 | 2020年3月1日   | 銀熊賞 (審査員グランプリ)                                        | エリザ・ヒットマン                                   | 受賞         | [ 66 ]        |
| ハリウッド批評家協会ミッドシーズン賞 | 2020年7月2日   | 作品賞                                                           | 17歳の瞳に映る世界                                   | ノミネート   | [ 67 ]        |
| ハリウッド批評家協会ミッドシーズン賞 | 2020年7月2日   | 女優賞                                                           | シドニー・フラニガン                                 | ノミネート   | [ 67 ]        |
| ハリウッド批評家協会ミッドシーズン賞 | 2020年7月2日   | 女性監督賞                                                       | エリザ・ヒットマン                                   | ノミネート   | [ 67 ]        |
| ハリウッド批評家協会ミッドシーズン賞 | 2020年7月2日   | オリジナル脚本賞                                                 | エリザ・ヒットマン                                   | ノミネート   | [ 67 ]        |
| フリーゾーン映画祭 | 2020年11月20日 | 作品賞                                                           | 17歳の瞳に映る世界                                   | 受賞         | [ 68 ]        |
| ボストン映画批評家協会賞 | 2020年12月13日 | 女優賞                                                           | シドニー・フラニガン                                 | 受賞         | [ 69 ]        |
| インディワイア批評家投票 | 2020年12月14日 | 最優秀作品賞                                                     | 17歳の瞳に映る世界                                   | 次点         | [ 70 ]        |
| インディワイア批評家投票 | 2020年12月14日 | 監督賞                                                           | エリザ・ヒットマン                                   | 次点（3位）  | [ 70 ]        |
| インディワイア批評家投票 | 2020年12月14日 | 撮影賞                                                           | エレーヌ・ルヴァール                                 | 次点（5位）  | [ 70 ]        |
| インディワイア批評家投票 | 2020年12月14日 | 脚本賞                                                           | エリザ・ヒットマン                                   | 次点（3位）  | [ 70 ]        |
| ニューヨーク映画批評家協会賞 | 2020年12月18日 | 女優賞                                                           | シドニー・フラニガン                                 | 受賞         | [ 71 ]        |
| ニューヨーク映画批評家協会賞 | 2020年12月18日 | 脚本賞                                                           | エリザ・ヒットマン                                   | 受賞         | [ 71 ]        |
| ロサンゼルス映画批評家協会賞 | 2020年12月20日 | 脚本賞                                                           | エリザ・ヒットマン                                   | 次点         | [ 72 ]        |
| フロリダ映画批評家協会賞 | 2020年12月21日 | Breakout Award                                                   | シドニー・フラニガン                                 | 受賞         | [ 73 ]        |
| シカゴ映画批評家協会賞 | 2020年12月21日 | Most Promising Performer                                         | シドニー・フラニガン                                 | 受賞         | [ 74 ]        |
| シカゴ映画批評家協会賞 | 2020年12月21日 | オリジナル脚本賞                                                 | エリザ・ヒットマン                                   | 受賞         | [ 74 ]        |
| インディアナ映画ジャーナリスト協会賞 | 2020年12月21日 | 作品賞                                                           | 17歳の瞳に映る世界                                   | ノミネート   | [ 75 ]        |
| インディアナ映画ジャーナリスト協会賞 | 2020年12月21日 | オリジナル脚本賞                                                 | エリザ・ヒットマン                                   | 受賞         | [ 75 ]        |
| インディアナ映画ジャーナリスト協会賞 | 2020年12月21日 | 監督賞                                                           | エリザ・ヒットマン                                   | ノミネート   | [ 75 ]        |
| インディアナ映画ジャーナリスト協会賞 | 2020年12月21日 | 主演女優賞                                                       | シドニー・フラニガン                                 | ノミネート   | [ 75 ]        |
| インディアナ映画ジャーナリスト協会賞 | 2020年12月21日 | 助演女優賞                                                       | タリア・ライダー                                     | ノミネート   | [ 75 ]        |
| インディアナ映画ジャーナリスト協会賞 | 2020年12月21日 | 若手女優賞                                                       | タリア・ライダー                                     | ノミネート   | [ 75 ]        |
| インディアナ映画ジャーナリスト協会賞 | 2020年12月21日 | フージャー賞                                                     | エリザ・ヒットマン                                   | ノミネート   | [ 75 ]        |
| ウエスタン・ニューヨーク映画批評家協会賞 | 2020           | 作品賞                                                           | 17歳の瞳に映る世界                                   | ノミネート   | [ 76 ]        |
| ウエスタン・ニューヨーク映画批評家協会賞 | 2020           | 女優賞                                                           | シドニー・フラニガン                                 | ノミネート   | [ 76 ]        |
| ウエスタン・ニューヨーク映画批評家協会賞 | 2020           | オリジナル脚本賞                                                 | エリザ・ヒットマン                                   | 受賞         | [ 76 ]        |
| ウエスタン・ニューヨーク映画批評家協会賞 | 2020           | Breakthrough Performance                                         | シドニー・フラニガン                                 | ノミネート   | [ 77 ]        |
| ウエスタン・ニューヨーク映画批評家協会賞 | 2020           | Breakthrough Performance                                         | タリア・ライダー                                     | ノミネート   | [ 77 ]        |
| EDA賞 | 2021年1月4日   | 作品賞                                                           | 17歳の瞳に映る世界                                   | ノミネート   | [ 78 ]        |
| EDA賞 | 2021年1月4日   | 女性監督賞                                                       | エリザ・ヒットマン                                   | ノミネート   | [ 78 ]        |
| EDA賞 | 2021年1月4日   | 女性脚本賞                                                       | エリザ・ヒットマン                                   | ノミネート   | [ 78 ]        |
| EDA賞 | 2021年1月4日   | ブレイクスルー賞                                                 | シドニー・フラニガン                                 | 受賞         | [ 78 ]        |
| 全米映画批評家協会賞 | 2021年1月9日   | 女優賞                                                           | シドニー・フラニガン                                 | 次点（3位）  | [ 79 ]        |
| 全米映画批評家協会賞 | 2021年1月9日   | 脚本賞                                                           | エリザ・ヒットマン                                   | 受賞         | [ 79 ]        |
| 全米映画批評家協会賞 | 2021年1月9日   | 最優秀作品賞                                                     | 17歳の瞳に映る世界                                   | 次点（3位）  | [ 79 ]        |
| サンディエゴ映画批評家協会賞 | 2021年1月11日  | Breakthrough Artist                                              | シドニー・フラニガン                                 | ノミネート   | [ 80 ]        |
| ゴッサム・インディペンデント映画賞 | 2021年1月11日  | 最優秀賞                                                         | 17歳の瞳に映る世界                                   | ノミネート   | [ 81 ]        |
| ゴッサム・インディペンデント映画賞 | 2021年1月11日  | Breakthrough Actor                                               | シドニー・フラニガン                                 | ノミネート   | [ 81 ]        |
| セントルイス映画批評家協会賞 | 2021年1月17日  | Best Scene                                                       | 17歳の瞳に映る世界                                   | ノミネート   | [ 82 ]        |
| 第4回フィラデルフィア映画批評家協会賞 | 2021年1月17日  | ブレイクスルー賞                                                 | シドニー・フラニガン                                 | 受賞         | [ 83 ]        |
| 第4回フィラデルフィア映画批評家協会賞 | 2021年1月17日  | 脚本賞                                                           | エリザ・ヒットマン                                   | ノミネート   | [ 83 ]        |
| サンフランシスコ・ベイエリア映画批評家協会賞 | 2021年1月18日  | 作品賞                                                           | 17歳の瞳に映る世界                                   | ノミネート   | [ 84 ]        |
| サンフランシスコ・ベイエリア映画批評家協会賞 | 2021年1月18日  | 監督賞                                                           | エリザ・ヒットマン                                   | ノミネート   | [ 84 ]        |
| サンフランシスコ・ベイエリア映画批評家協会賞 | 2021年1月18日  | オリジナル脚本賞                                                 | エリザ・ヒットマン                                   | ノミネート   | [ 84 ]        |
| サンフランシスコ・ベイエリア映画批評家協会賞 | 2021年1月18日  | 女優賞                                                           | シドニー・フラニガン                                 | ノミネート   | [ 84 ]        |
| ヒューストン映画批評家協会賞 | 2021年1月18日  | 作品賞                                                           | 17歳の瞳に映る世界                                   | ノミネート   | [ 85 ]        |
| ヒューストン映画批評家協会賞 | 2021年1月18日  | Best Performance by an Actress in a Leading Role                 | シドニー・フラニガン                                 | ノミネート   | [ 85 ]        |
| オンライン映画批評家協会賞 | 2021年1月25日  | 作品賞                                                           | 17歳の瞳に映る世界                                   | 次点（4位）  | [ 86 ] [ 87 ] |
| オンライン映画批評家協会賞 | 2021年1月25日  | 監督賞                                                           | エリザ・ヒットマン                                   | ノミネート   | [ 86 ] [ 87 ] |
| オンライン映画批評家協会賞 | 2021年1月25日  | 女優賞                                                           | シドニー・フラニガン                                 | ノミネート   | [ 86 ] [ 87 ] |
| オンライン映画批評家協会賞 | 2021年1月25日  | 助演女優賞                                                       | タリア・ライダー                                     | ノミネート   | [ 86 ] [ 87 ] |
| オンライン映画批評家協会賞 | 2021年1月25日  | オリジナル脚本賞                                                 | エリザ・ヒットマン                                   | ノミネート   | [ 86 ] [ 87 ] |
| ナショナル・ボード・オブ・レビュー | 2021年1月26日  | Top 10 Independent Films                                         | 17歳の瞳に映る世界                                   | 受賞         | [ 88 ]        |
| ナショナル・ボード・オブ・レビュー | 2021年1月26日  | 演技賞                                                           | シドニー・フラニガン                                 | 受賞         | [ 88 ]        |
| ニューヨーク映画批評家オンライン | 2021年1月26日  | Top 10 Films                                                     | 17歳の瞳に映る世界                                   | 受賞         | [ 89 ]        |
| ハリウッド・ミュージック・イン・メディア・アワード | 2021年1月27日  | Best Original Song in an Independent Film                        | シャロン・ヴァン・エッテン ("Staring At A Mountain") | ノミネート   | [ 90 ]        |
| ワシントンD.C.映画批評家協会賞 | 2021年2月8日   | Best Youth Performance                                           | シドニー・フラニガン                                 | ノミネート   | [ 91 ]        |
| ワシントンD.C.映画批評家協会賞 | 2021年2月8日   | Best Youth Performance                                           | タリア・ライダー                                     | ノミネート   | [ 91 ]        |
| シアトル映画批評家協会賞 | 2021年2月15日  | 作品賞                                                           | 17歳の瞳に映る世界                                   | ノミネート   | [ 92 ]        |
| シアトル映画批評家協会賞 | 2021年2月15日  | 主演女優賞                                                       | シドニー・フラニガン                                 | ノミネート   | [ 92 ]        |
| シアトル映画批評家協会賞 | 2021年2月15日  | 助演女優賞                                                       | タリア・ライダー                                     | ノミネート   | [ 92 ]        |
| シアトル映画批評家協会賞 | 2021年2月15日  | Best Youth Performance                                           | タリア・ライダー                                     | ノミネート   | [ 92 ]        |
| 英国インディペンデント映画賞 | 2021年2月18日  | 国際インディペンデント映画賞                                     | 17歳の瞳に映る世界                                   | ノミネート   | [ 93 ]        |
| en:International Cinephile Society | 2021年2月20日  | 作品賞                                                           | 17歳の瞳に映る世界                                   | 次点（11位） | [ 94 ]        |
| en:International Cinephile Society | 2021年2月20日  | 女優賞                                                           | シドニー・フラニガン                                 | ノミネート   | [ 94 ]        |
| en:International Cinephile Society | 2021年2月20日  | 助演女優賞                                                       | タリア・ライダー                                     | ノミネート   | [ 94 ]        |
| en:International Cinephile Society | 2021年2月20日  | オリジナル脚本賞                                                 | エリザ・ヒットマン                                   | ノミネート   | [ 94 ]        |
| 第4回オンライン女性映画批評家協会賞 | 2021年3月1日   | 脚本賞                                                           | 17歳の瞳に映る世界                                   | 受賞         | [ 95 ]        |
| 第4回オンライン女性映画批評家協会賞 | 2021年3月1日   | ブレイクスルー賞                                                 | シドニー・フラニガン                                 | 受賞         | [ 95 ]        |
| 第4回オンライン女性映画批評家協会賞 | 2021年3月1日   | ロージー賞                                                       | 17歳の瞳に映る世界                                   | 受賞         | [ 95 ]        |
| ハリウッド映画批評家協会賞 | 2021年3月5日   | 若手俳優賞                                                       | シドニー・フラニガン                                 | 受賞         | [ 96 ]        |
| ハリウッド映画批評家協会賞 | 2021年3月5日   | 女性監督賞                                                       | エリザ・ヒットマン                                   | ノミネート   | [ 96 ]        |
| クリティクス・チョイス・アワード | 2021年3月7日   | 女優賞                                                           | シドニー・フラニガン                                 | ノミネート   | [ 97 ]        |
| クリティクス・チョイス・アワード | 2021年3月7日   | Best Young Actor/Actress                                         | タリア・ライダー                                     | ノミネート   | [ 97 ]        |
| クリティクス・チョイス・アワード | 2021年3月7日   | オリジナル脚本賞                                                 | エリザ・ヒットマン                                   | ノミネート   | [ 97 ]        |
| en:Women Film Critics Circle | 2021年3月7日   | Best Movie About Women                                           | 17歳の瞳に映る世界                                   | 次点         | [ 98 ]        |
| en:Women Film Critics Circle | 2021年3月7日   | Best Movie By A Woman                                            | 17歳の瞳に映る世界                                   | ノミネート   | [ 98 ]        |
| en:Women Film Critics Circle | 2021年3月7日   | Best Woman Storyteller (Screenwriting Award)                     | エリザ・ヒットマン                                   | 受賞         | [ 98 ]        |
| en:Women Film Critics Circle | 2021年3月7日   | Courage in Filmmaking                                            | エリザ・ヒットマン                                   | 次点         | [ 98 ]        |
| 第17回女性映画批評家協会賞 | 2021年3月8日   | 女性脚本賞                                                       | エリザ・ヒットマン                                   | 受賞         | [ 99 ]        |
| ジョージア映画批評家協会賞 | 2021年3月12日  | 女優賞                                                           | シドニー・フラニガン                                 | ノミネート   | [ 100 ]       |
| ジョージア映画批評家協会賞 | 2021年3月12日  | Breakthrough Award                                               | シドニー・フラニガン                                 | ノミネート   | [ 100 ]       |
| オースティン映画批評家協会 | 2021年3月19日  | 最優秀作品賞                                                     | 17歳の瞳に映る世界                                   | 次点（5位）  | [ 101 ]       |
| オースティン映画批評家協会 | 2021年3月19日  | 監督賞                                                           | エリザ・ヒットマン                                   | ノミネート   | [ 101 ]       |
| オースティン映画批評家協会 | 2021年3月19日  | The Robert R. “Bobby” McCurdy Memorial Breakthrough Artist Award | シドニー・フラニガン                                 | ノミネート   | [ 101 ]       |
| 第27回クロトゥルーディス賞 | 2021年3月30日  | 作品賞                                                           | 17歳の瞳に映る世界                                   | ノミネート   | [ 102 ]       |
| 第27回クロトゥルーディス賞 | 2021年3月30日  | 脚本賞                                                           | エリザ・ヒットマン                                   | 受賞         | [ 102 ]       |
| 第27回クロトゥルーディス賞 | 2021年3月30日  | 女優賞                                                           | シドニー・フラニガン                                 | 受賞         | [ 102 ]       |
| 第27回クロトゥルーディス賞 | 2021年3月30日  | 監督賞                                                           | エリザ・ヒットマン                                   | 受賞         | [ 102 ]       |
| ドリアン賞 | 2021年4月18日  | 脚本賞                                                           | エリザ・ヒットマン                                   | ノミネート   | [ 103 ]       |
| ドリアン賞 | 2021年4月18日  | Best Unsung Film                                                 | 17歳の瞳に映る世界                                   | ノミネート   | [ 103 ]       |
| ドリアン賞 | 2021年4月18日  | Best Film Performance — Actress                                  | シドニー・フラニガン                                 | ノミネート   | [ 103 ]       |
| ドリアン賞 | 2021年4月18日  | “We’re Wilde About You!” Rising Star Award                       | シドニー・フラニガン                                 | ノミネート   | [ 103 ]       |
| インディペンデント・スピリット賞 | 2021年4月22日  | 最優秀賞                                                         | アデル・ロマンスキー、サラ・マーフィー               | ノミネート   | [ 104 ]       |
| インディペンデント・スピリット賞 | 2021年4月22日  | 監督賞                                                           | エリザ・ヒットマン                                   | ノミネート   | [ 104 ]       |
| インディペンデント・スピリット賞 | 2021年4月22日  | 主演女優賞                                                       | シドニー・フラニガン                                 | ノミネート   | [ 104 ]       |
| インディペンデント・スピリット賞 | 2021年4月22日  | 助演女優賞                                                       | タリア・ライダー                                     | ノミネート   | [ 104 ]       |
| インディペンデント・スピリット賞 | 2021年4月22日  | 脚本賞                                                           | エリザ・ヒットマン                                   | ノミネート   | [ 104 ]       |
| インディペンデント・スピリット賞 | 2021年4月22日  | 撮影賞                                                           | エレーヌ・ルヴァール                                 | ノミネート   | [ 104 ]       |
| インディペンデント・スピリット賞 | 2021年4月22日  | 編集賞                                                           | スコット・カミングス                                 | ノミネート   | [ 104 ]       |
| ニューメキシコ映画批評家協会賞 | 2021           | ヤング男優／女優賞                                               | シドニー・フラニガン                                 | 受賞         | [ 77 ]        |
| ゴールドダービー賞 | N/A            | 作品賞                                                           | 17歳の瞳に映る世界                                   | ノミネート   | [ 105 ]       |
| ゴールドダービー賞 | N/A            | 女優賞                                                           | シドニー・フラニガン                                 | ノミネート   | [ 105 ]       |
| ゴールドダービー賞 | N/A            | オリジナル脚本賞                                                 | エリザ・ヒットマン                                   | ノミネート   | [ 105 ]       |
| ゴールドダービー賞 | N/A            | Best Breakthrough Performer                                      | シドニー・フラニガン                                 | ノミネート   | [ 105 ]       |
| サン・セバスティアン国際映画祭 | N/A            | 異なる視点賞                                                     | 17歳の瞳に映る世界                                   | 受賞         | [ 106 ]       |